# リチャード・メイボーム
リチャード・メイボーム（Richard Maibaum、1909年5月26日 - 1991年1月4日）は、アメリカ合衆国の映画脚本家・プロデューサー。007シリーズの脚本で知られる。

## 来歴
ニューヨークに生まれる。ニューヨーク大学に在籍の後、アイオワ大学で演劇を学び修士号を取得。ニューヨークに戻ると、シェークスピアのレパートリー劇団で活動し、ブロードウェイ上演劇の脚本を書く。その後、メトロ・ゴールドウィン・メイヤーと契約を結ぶ。
第二次大戦後、1945年から1951年までパラマウント映画の脚本家・プロデューサーとして活動。その後イギリスに渡り、アルバート・R・ブロッコリと仕事をし、一旦アメリカに戻るが、再び招かれて007シリーズ第1作『007 ドクター・ノオ』の脚本を執筆。以後、第5作『007は二度死ぬ』と第8作『007 死ぬのは奴らだ』と第11作『007 ムーンレイカー』を除いて第16作『007 消されたライセンス』までの多くの作品に関わった。
晩年はロサンゼルスに住んでいたが、心臓発作によりサンタモニカの病院で死去した。

## 主な作品
- 踊る三十七年 Gold Diggers of 1937 (1936) 原作
- 暗黒街の巨頭 The Great Gatsby (1949) 脚本・製作
- 007 ドクター・ノオ Dr. No (1962) 脚本
- 007 ロシアより愛をこめて From Russia with Love (1963) 脚本
- 007 ゴールドフィンガー Goldfinger (1964) 脚本
- 007 サンダーボール作戦 Thunderball (1965) 脚本
- 女王陛下の007 On Her Majesty's Secret Service (1969) 脚本
- 007 ダイヤモンドは永遠に Diamonds Are Forever (1971) 脚本
- 007 黄金銃を持つ男 The Man with the Golden Gun (1974) 脚本
- 007 私を愛したスパイ The Spy Who Loved Me (1977) 脚本
- 007 ユア・アイズ・オンリー  For Your Eyes Only (1981) 脚本
- 007 オクトパシー Octopussy (1983) 脚本
- 007 美しき獲物たち A View to a Kill (1985) 脚本
- 007 リビング・デイライツ The Living Daylights (1987) 脚本
- 007 消されたライセンス Licence to Kill (1989) 脚本

## 注
1. 1 2 3  Blau, Eleanor (1991年1月9日). “Richard Maibaum, Screenwriter For James Bond Films, Dies at 81”. ニューヨーク・タイムズ 2010年9月25日閲覧。